# Детское Евровидение — 2012
Детский конкурс песни Евровидение 2012 (англ. Junior Eurovision Song Contest 2012, нидерл. Junior Eurovisie Songfestival 2012) — 10-й юбилейный, детский конкурс песни Евровидение, который прошёл 1 декабря 2012 года, в столице Нидерландов — Амстердаме.

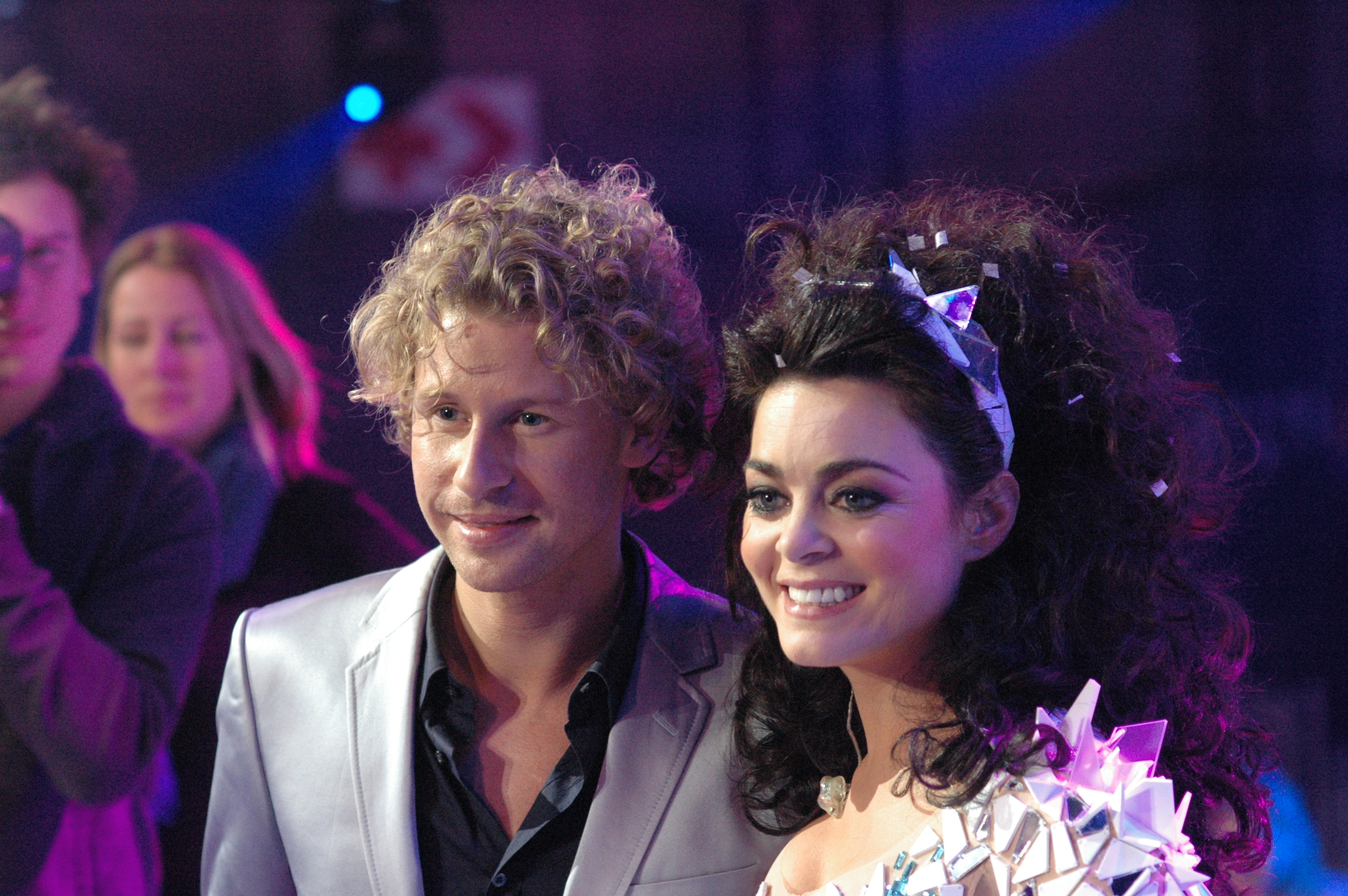
Ведущие Эвоут Генеманс и Ким Лиан Ван Дер Мей

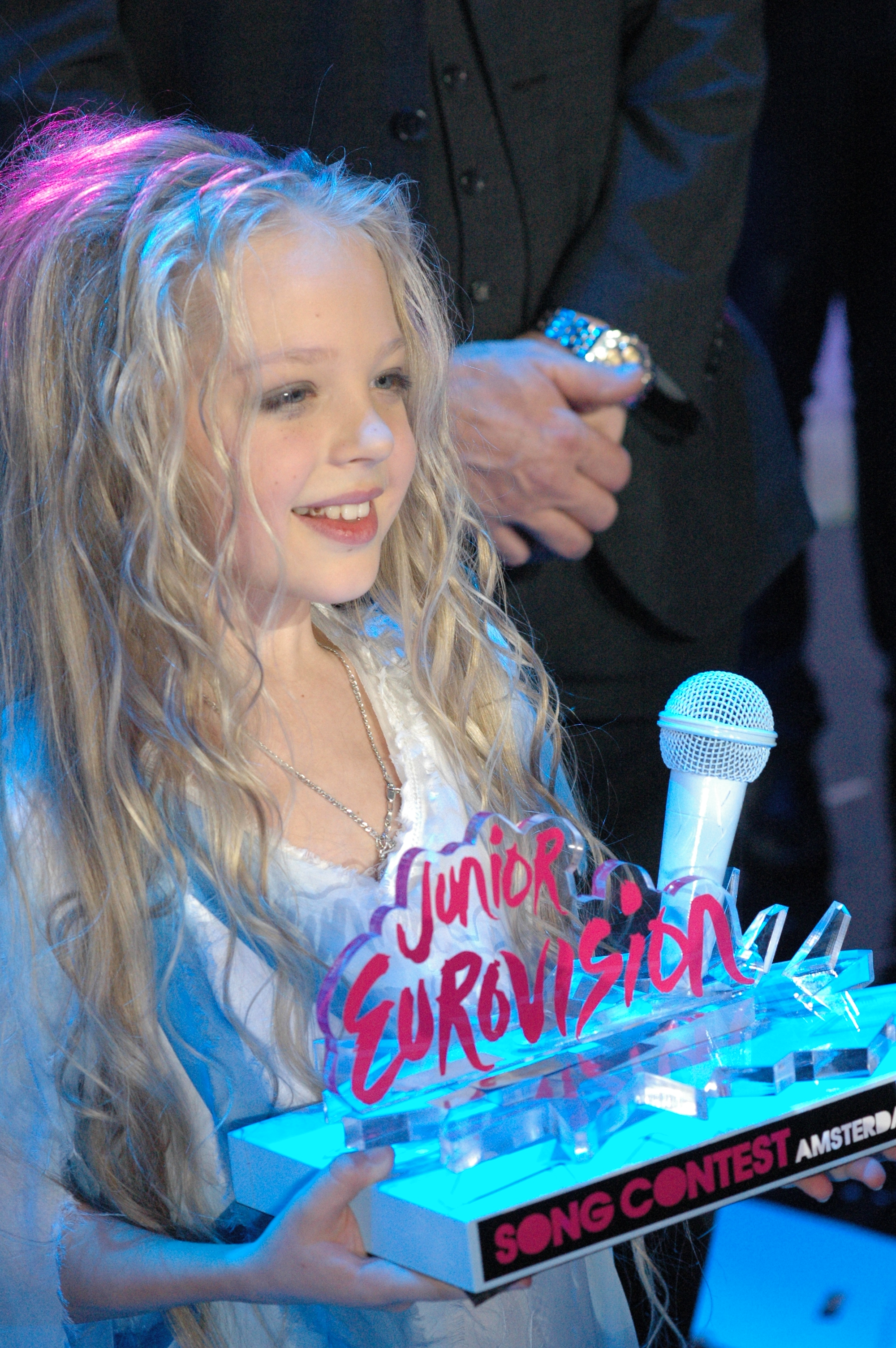
Анастасия Петрик, победительница конкурса

## Выбор организатора и место проведения
На встрече глав делегаций 11 октября 2011 года в Ереване страной-организатором конкурса были объявлены Нидерланды.
27 февраля 2012 года Европейский вещательный союз и телеканал-организатор AVRO на заседании организационной группы конкурса утвердили, что конкурс 2012 года состоится 1 декабря 2012 года в столице Нидерландов — Амстердаме в арене Heineken Music Hall.

## Изменения в правилах
Правило, запрещавшее повторное участие в конкурсе уже выступавших на нём ранее юных исполнителей, отменено. Также в систему голосования, помимо профессионального жюри и зрительского голосования было добавлено детское жюри, состоящее из детей в возрасте от 10 до 15, по одному из каждой участвующей страны. Это жюри присуждает дополнительно стандартные 1-12 баллов.

## Ведущие конкурса
27 февраля 2012 года Европейский вещательный союз и телеканал-организатор AVRO в время заседания организационной группы конкурса официально огласили имена ведущих конкурса 2012 года: Эваут Генеманс и Ким-Лиан Ван Дер Мей.
Эваут Генеманс является популярным певцом, актёром и телепродюсером в Нидерландах, а также он был ведущим финала национального отбора на Детский конкурс песни Евровидение 2011 — «Junior Eurovisiesongfestival».
Ким-Лиан Ван Дер Мей является музыкальной актрисой в Нидерландах, а также вместе с Сипке Ван Бусема она была ведущей Детского конкурса песни Евровидение 2007 в Роттердаме.

## Национальные отборы
Открытые национальные отборы (с использованием телеголосования) обязательны для всех стран-участниц, но некоторым странам ЕВС разрешает проводить внутренний отбор, только ради того чтобы такие страны участвовали в текущем конкурсе. Например в 2010 и в 2011 годах исключение было сделано для Латвии.
Страны, которые подали заявку на участие в конкурсе, были обязаны провести открытый или внутренний отбор до заседания организационной группы конкурса в октябре 2012 года. Октябрьское заседание прошло 15 октября. Свои открытые отборы провели Россия, Швеция, Украина, Беларусь, Армения, Албания, Молдавия, Бельгия, Азербайджан и Нидерланды.
| Страна      | Дата        | Отбор                          | Вещатель             | Информация |
| ----------- | ----------- | ------------------------------ | -------------------- | --- |
| Россия      | 3 июня      | Национальный Тур               | Россия-1/РТР-Планета | Финал российского отбора прошёл в концертном зале «Академический». Победительницей стала Валерия Енгалычева с песней «Сенсация».                       |
| Швеция      | 6 июня      | Lilla Melodifestivalen 2012    | SR/SVT               | Победитель Lilla Melodifestivalen 2012, прошедшего на главной сцене «Gröna Lund» в Стокгольме — Лова Сённербо, исполнившая «Mit mod».                  |
| Украина     | 8 июля      | Дитяче Євробачення-2012        | NTU                  | Финал украинского отбора прошел в Артеке. Победила песня «Nebo» в исполнении Анастасии Петрик                                                          |
| Беларусь    | 28 сентября | Песня для Евровидения-2012     | BRTC                 | Победителем отборочного тура стал Егор Жешко с песней «А море, море..»                                                                                 |
| Армения     | 30 сентября | Մանկական Եվրատեսիլ 2012        | ARMTV                | Победитель отборочного тура — Compass band, «Sweetie baby»                                                                                             |
| Албания     | 4 октября   | Junior Fest Albania 2012       | RTSh                 | Победитель отборочного тура — Игзидора Гьета, «Kam një këngë vetëm për ju» (англ.)                                                                     |
| Молдова     | 5 октября   | Внутренний отбор               | ТРМ                  | Молдову на конкурсе представлял Денис Мидонэ с песней «Toate vor fi»                                                                                   |
| Бельгия     | 6 октября   | Junior Eurosong 2012           | VRT                  | Бельгию на конкурсе представил Фабиан Фейартс с песней «Abracadabra»                                                                                   |
| Нидерланды  | 6 октября   | Junior Eirosongfestivalen 2012 | AVRO                 | Финал отборочного тура состоялся 6 октября. По результатам 2 полуфиналов в финал прошли 4 конкурсанта. Победителем стала Фемке с песней «Tik Tak Tik». |
| Азербайджан | 9 октября   | Национальный отборочный тур    | Ictimai TV           | Победителями национального отбора стали Омар Султанов и Суада Алекперова                                                                               |
| Израиль     | 10 октября  | Внутренний отбор               | IBA                  | Победитель отборочного тура — Kids.il, «Let the music win»                                                                                             |
| Грузия      | 10 октября  | Внутренний отбор               | GPB                  | Победитель отборочного тура — исполнившая песню «Funky Lemonade» группа «The Funkids»                                                                  |

## Участники
| №  | Страна                      | Артист                           | Песня                           | Перевод                         | Язык                                    | Место | Очки |
| -- | --------------------------- | -------------------------------- | ------------------------------- | ------------------------------- | --------------------------------------- | ----- | ---- |
| 01 | Беларусь                    | Егор Жешко                       | «А море, море»                  | —                               | Русский                                 | 9     | 56   |
| 02 | Швеция                      | Лова Сённербо                    | «Mitt Mod»                      | «Моя смелость»                  | Шведский                                | 6     | 70   |
| 03 | Азербайджан                 | Омар Султанов и Суада Алекперова | «Girls & Boys (Dünya Sənindir)» | «Девочки и мальчики» (Мир твой) | Азербайджанский, Английский             | 11    | 49   |
| 04 | Бельгия                     | Фабиан Фейартс                   | «Abracadabra»                   | «Абракадабра»                   | Голландский                             | 5     | 72   |
| 05 | Россия                      | Валерия Енгалычева               | «Сенсация»                      | —                               | Русский, Английский                     | 4     | 88   |
| 06 | Израиль                     | Kids.il                          | «Let the music win»             | «Музыка побеждает»              | Иврит, Английский, Французский, Русский | 8     | 68   |
| 07 | Албания                     | Игзидора Гьета                   | «Kam një këngë vetëm për ju»    | «Я сочинила песню для тебя»     | Албанский                               | 12    | 35   |
| 08 | Армения                     | Compass band                     | «Sweetie baby»                  | «Сладкая малышка»               | Армянский, Английский                   | 3     | 99   |
| 09 | Украина                     | Анастасия Петрик                 | «Небо»                          | —                               | Украинский, Английский                  | 1     | 138  |
| 10 | Грузия                      | The Funkids                      | «Funky Lemonade»                | «Весёлый лимонад»               | Грузинский                              | 2     | 103  |
| 11 | Молдова                     | Денис Мидонэ                     | «Toate vor fi»                  | «Всё будет хорошо»              | Молдавский, Английский                  | 10    | 52   |
| 12 | Нидерланды (страна-хозяйка) | Femke                            | «Tik Tak Tik»                   | —                               | Голландский                             | 7     | 69   |

### Вернувшиеся исполнители
| Страна | Исполнитель        | Год(ы)            |
| ------ | ------------------ | ----------------- |
| Россия | Валерия Енгалычева | 2011 (от Молдовы) |

## Таблица голосования
Все страны в начале голосования получили 12 баллов, чтобы ни одна страна не получила в итоге ноль баллов.
| Страна      | ДЖ | Флаг Беларуси | Флаг Швеции | Флаг Азербайджана | Флаг Бельгии | Флаг России | Флаг Израиля | Флаг Албании | Флаг Армении | Флаг Украины | Флаг Грузии | Флаг Молдовы | Флаг Нидерландов | Всего |
| ----------- | -- | ------------- | ----------- | ----------------- | ------------ | ----------- | ------------ | ------------ | ------------ | ------------ | ----------- | ------------ | ---------------- | ----- |
| Беларусь    | 1  |               | 1           | 7                 | 2            | 4           | 1            | 2            | 7            | 10           | 7           | 2            |                  | 56    |
| Швеция      | 6  | 7             |             | 1                 | 5            | 5           | 7            | 12           | 2            | 2            |             | 7            | 4                | 70    |
| Азербайджан | 2  | 2             | 3           |                   | 1            | 3           |              | 10           |              | 5            | 8           |              | 3                | 49    |
| Бельгия     | 3  | 3             | 7           | 3                 |              | 7           | 6            | 7            | 5            | 1            | 4           | 6            | 8                | 72    |
| Россия      | 8  | 10            | 8           | 2                 | 8            |             | 4            |              | 8            | 6            | 6           | 10           | 6                | 88    |
| Израиль     | 4  | 5             | 4           | 5                 | 4            | 8           |              | 1            | 6            | 8            | 3           | 1            | 7                | 68    |
| Албания     |    |               |             | 12                |              |             | 3            |              | 1            |              | 1           | 4            | 2                | 35    |
| Армения     | 5  | 8             | 6           |                   | 7            | 10          | 10           | 3            |              | 12           | 12          | 3            | 10               | 98    |
| Украина     | 10 | 12            | 12          | 4                 | 12           | 12          | 12           | 6            | 12           |              | 10          | 12           | 12               | 138   |
| Грузия      | 12 | 6             | 10          | 8                 | 6            | 6           | 8            | 5            | 10           | 7            |             | 8            | 5                | 103   |
| Молдова     |    | 4             | 2           | 10                | 3            | 2           | 5            | 4            | 3            | 4            | 2           |              | 1                | 52    |
| Нидерланды  | 7  | 1             | 5           | 6                 | 10           | 1           | 2            | 8            | 4            | 3            | 5           | 5            |                  | 69    |

### Количество высших оценок
| Количество | Страна, которая получила | Страна, которая проголосовала                                            |
| ---------- | ------------------------ | ------------------------------------------------------------------------ |
| 8          | Украина                  | Армения, Беларусь, Бельгия, Израиль, Молдова, Нидерланды, Россия, Швеция |
| 2          | Армения                  | Грузия, Украина                                                          |
| 1          | Албания                  | Азербайджан                                                              |
| 1          | Грузия                   | Детское жюри                                                             |
| 1          | Швеция                   | Албания                                                                  |

### Глашатаи
1. Детское жюри — Ральф Макенбах (Победитель «Детского Евровидения — 2009»)
2. Беларусь — Мария Дроздова
3. Швеция — Лея Гюльстрём
4. Азербайджан — Лейла Гаджилы
5. Бельгия — Фемке (Представитель Бельгии на «Детском Евровидении — 2011»)
6. Россия — Валентин Садики
7. Израиль — Мааян Алони
8. Албания — Кейда Дервиши
9. Армения — Михаил Варосян (Представитель Армении на «Детском Евровидении — 2015»)
10. Украина — Kristall (Представитель Украины на «Детском Евровидении — 2011»)
11. Грузия —  Candy (Победители «Детского Евровидения — 2011»)
12. Молдова — Фельча Генунчи
13. Нидерланды — Лидевей Лут

## Отказ от участия
- Болгария — Вещатель отказался от участия по неизвестным причинам[20].
- Латвия — Вещатель отказался от участия, предположительно, из-за финансовых проблем[21].
- Литва — Вещатель отказался от участия из-за финансовых проблем[21].
- Северная Македония — Вещатель отказался от участия из-за финансовых проблем.

## Трансляция
- Азербайджан — Конул Арифкизи (İTV)
- Албания — Андри Джаху (RTSH)
- Армения — Гоар Гаспарян (ARMTV)
- Беларусь — Павел Лозовик (Беларусь 1)
- Бельгия — на нидерландском: Астрид Демюр и Том де Кок (Eén)
- Грузия — Темо Квирквелия (GPB)
- Израиль — без комментатора (IBA)
- Молдова — Русалина Русу (TRM)
- Нидерланды — Марсель Кюйер (Nederland 1)
- Россия — Ольга Шелест (Россия-1)
- Украина — Тимур Мирошниченко (UA:Перший)
- Швеция — Эдвард аф Силлен и Юльва Хеллен (SVT2)